# Clytia kincaidi
Clytia kincaidi is een hydroïdpoliep uit de familie Campanulariidae. De poliep komt uit het geslacht Clytia. Clytia kincaidi werd in 1899 voor het eerst wetenschappelijk beschreven door Nutting. 